# Mesochra rostrata
Mesochra rostrata är en kräftdjursart som beskrevs av Gurney 1927. Mesochra rostrata ingår i släktet Mesochra och familjen Canthocamptidae. Inga underarter finns listade i Catalogue of Life.